# Улица Рашида Бейбутова
Улица Рашида Бейбутова (азерб. Rəşid Behbudov küçəsi) — одна из центральных улиц Баку. Протяжённость улицы 2,16 км.

## История
Названа в честь знаменитого певца-тенора и актёра Рашида Бейбутова.
Бывшие названия улицы «Будаговская» — «Каспийская» — «Лейтенанта Шмидта» — «Рашида Бейбутова».

## Примечательные здания и сооружения
- Музыкальная школа номер 2 им. Рашида Бейбутова
- Азербайджанский государственный театр песни имени Рашида Бейбутова
- Средняя школа номер 8
- Центральный банк Азербайджана
- Центр культуры Службы государственной безопасности Азербайджанской Республики (ранее, Дом культуры имени Шахрияра и Дворец культуры имени Ф. Э. Дзержинского)
- Музей музыкального искусства
- Джаз центр
- Аквапарк
- Азербайджанский университет языков
- Азербайджанский государственный педагогический университет
- Памятник Рашиду Бейбутову

Кроме того на улице Рашида Бейбутова находится много архитектурных зданий дореволюционной постройки. Здесь же расположились множество бутиков фирменной одежды, ювелирных магазинов и дорогих ресторанов.

## Галерея

Лейтенанта Шмидта-Каспийская
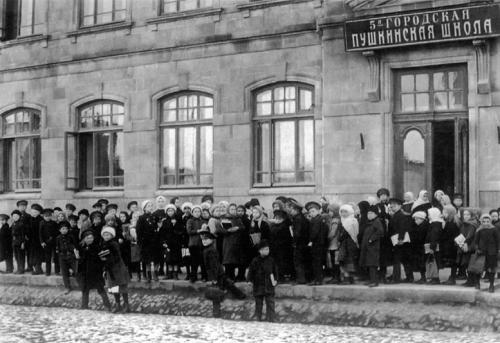
Дети перед зданием Пушкинской школы №5 (ныне школа №8)
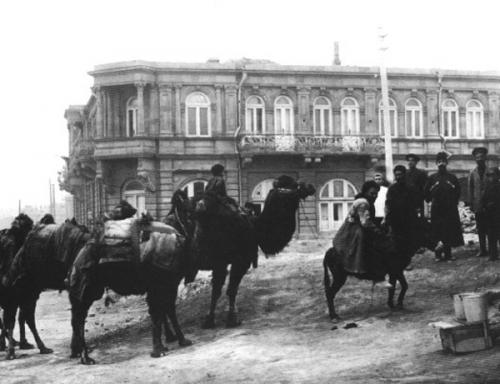
Доходный дом М.Мухтарова.

Рашида Бейбутова
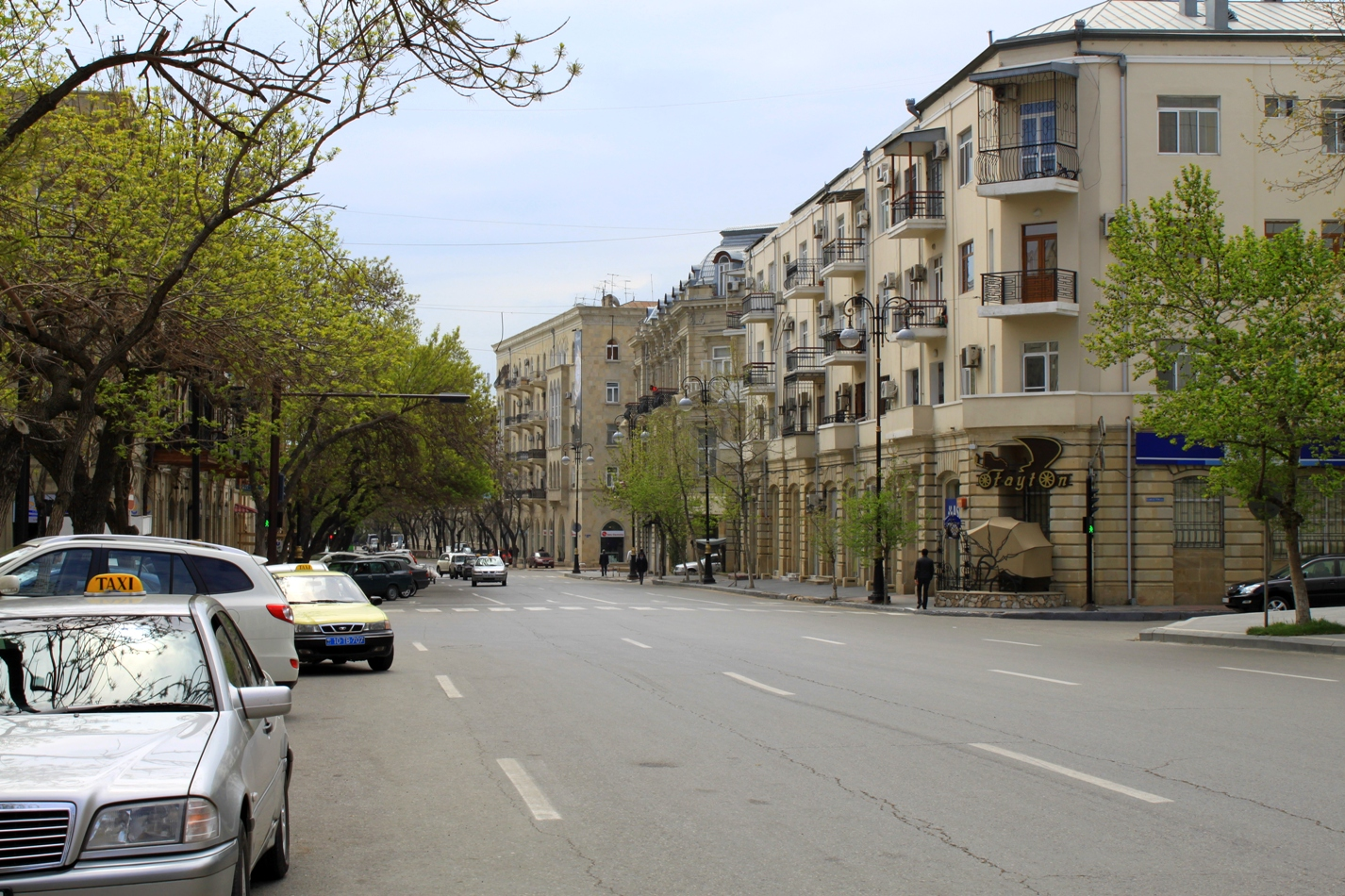
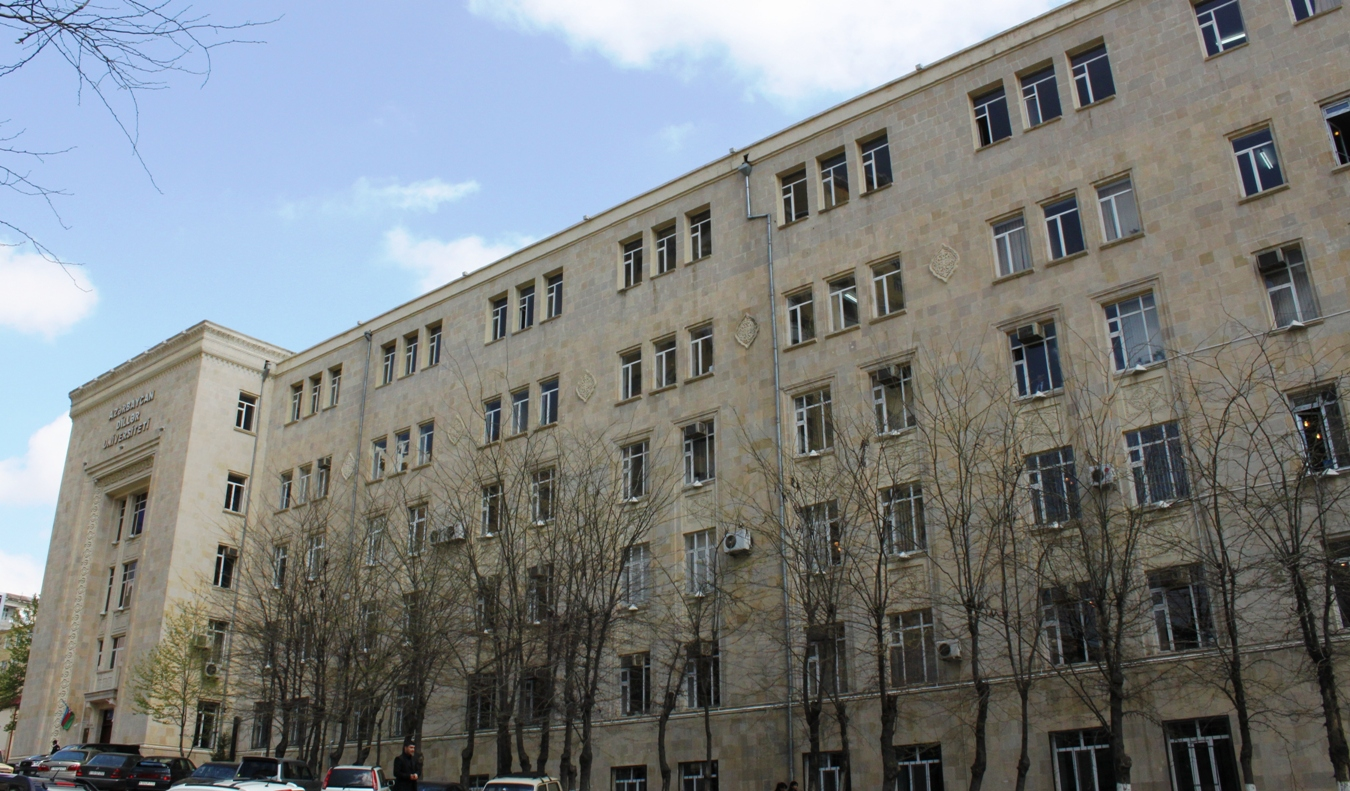
Азербайджанский университет языков
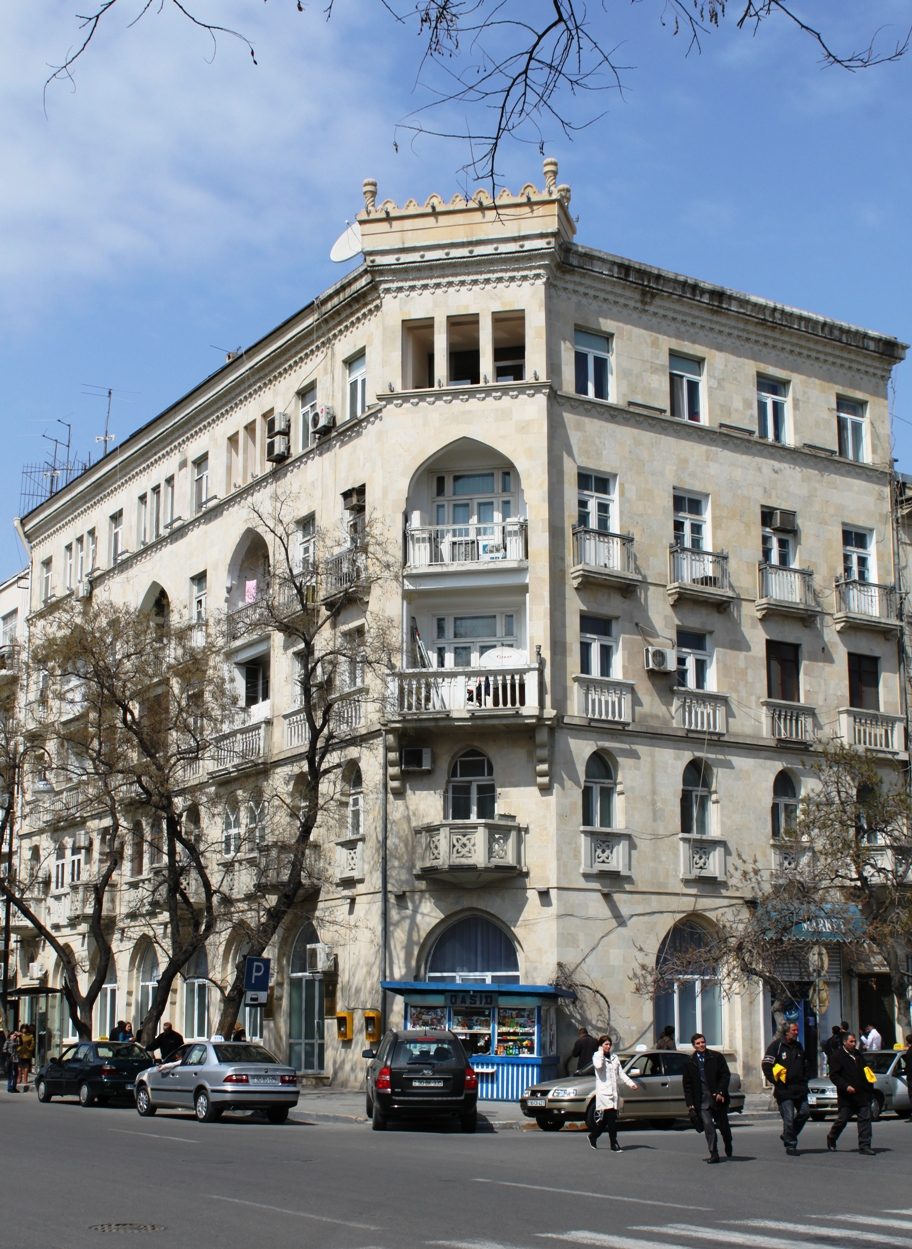
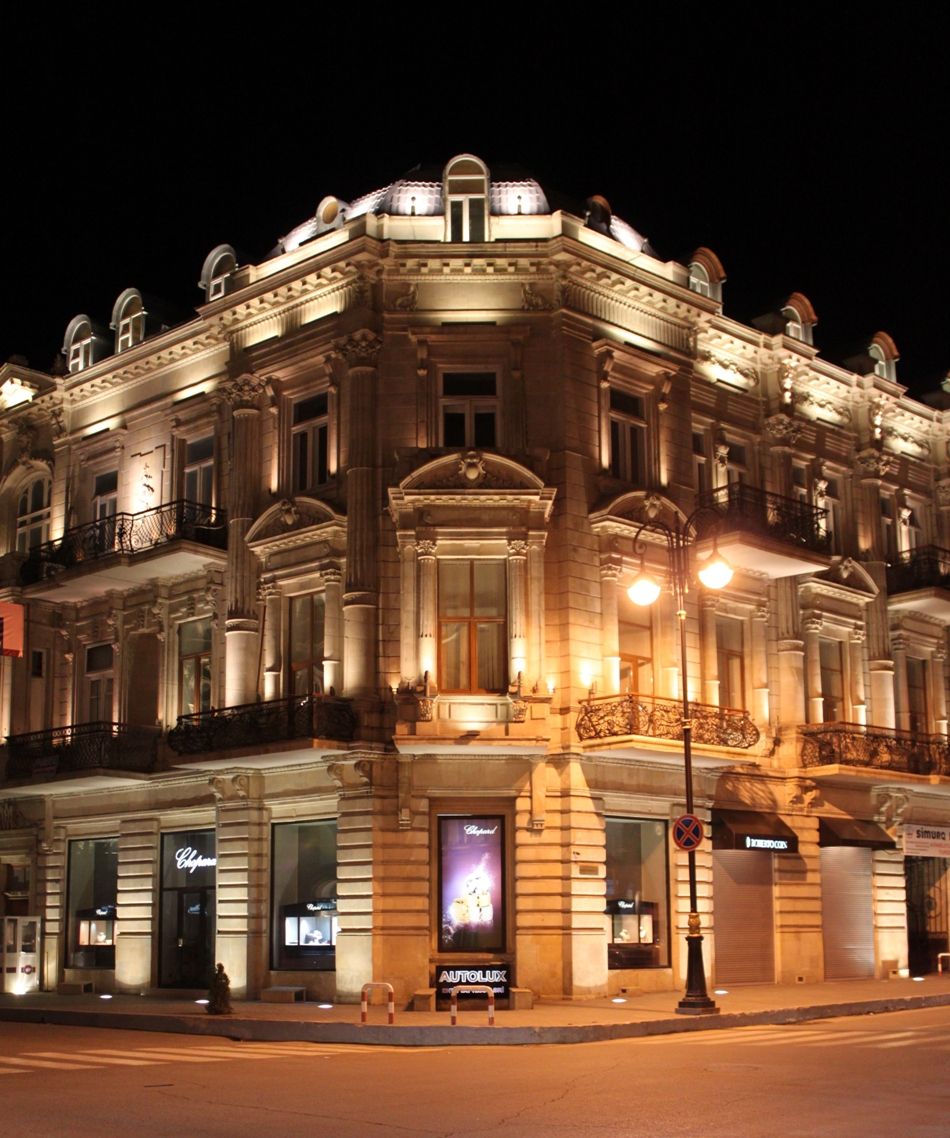
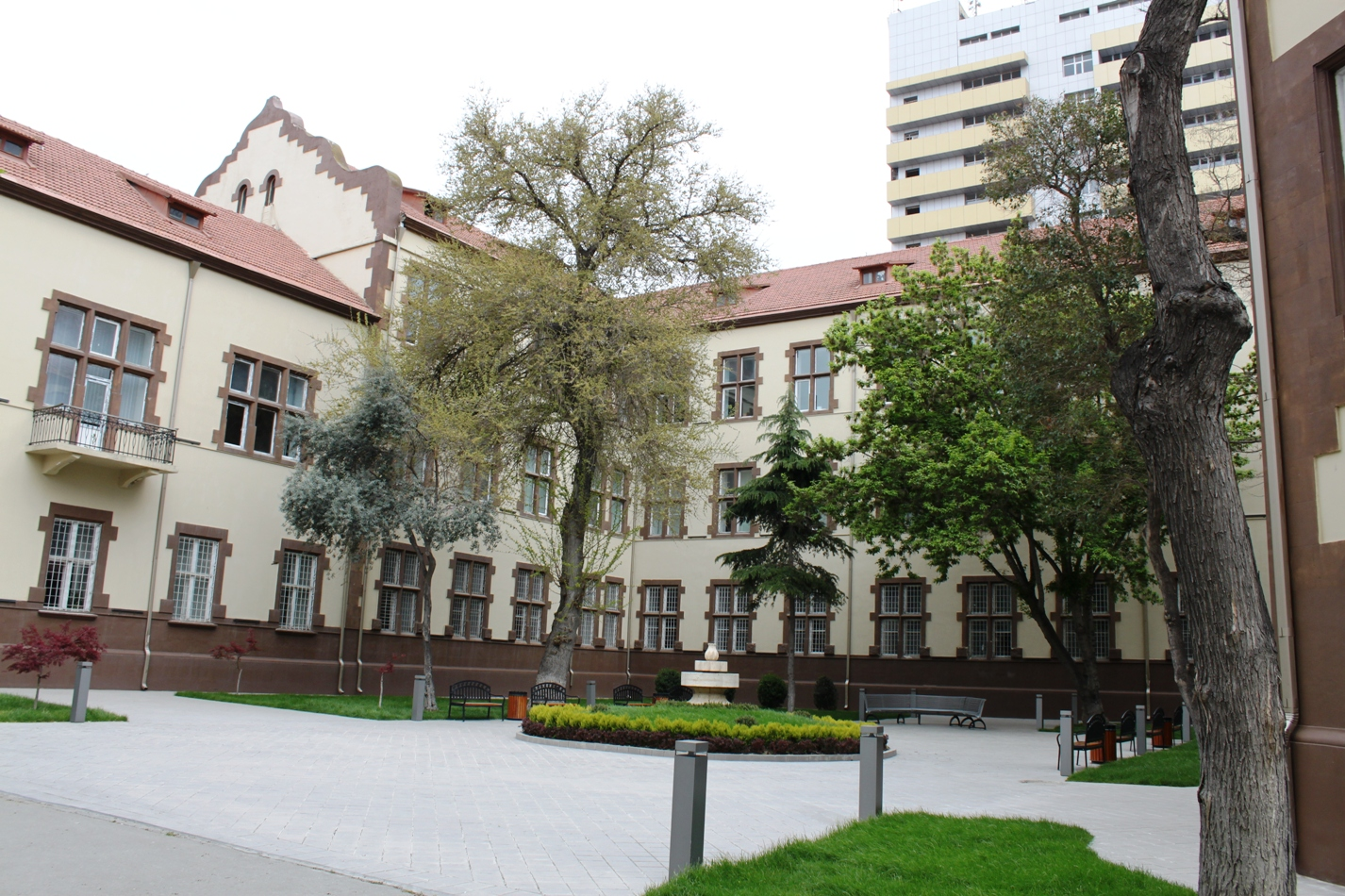
Азербайджанский государственный педагогический университет
Мемориальная доска Маяковскому на здании Азербайджанского педагогического университета
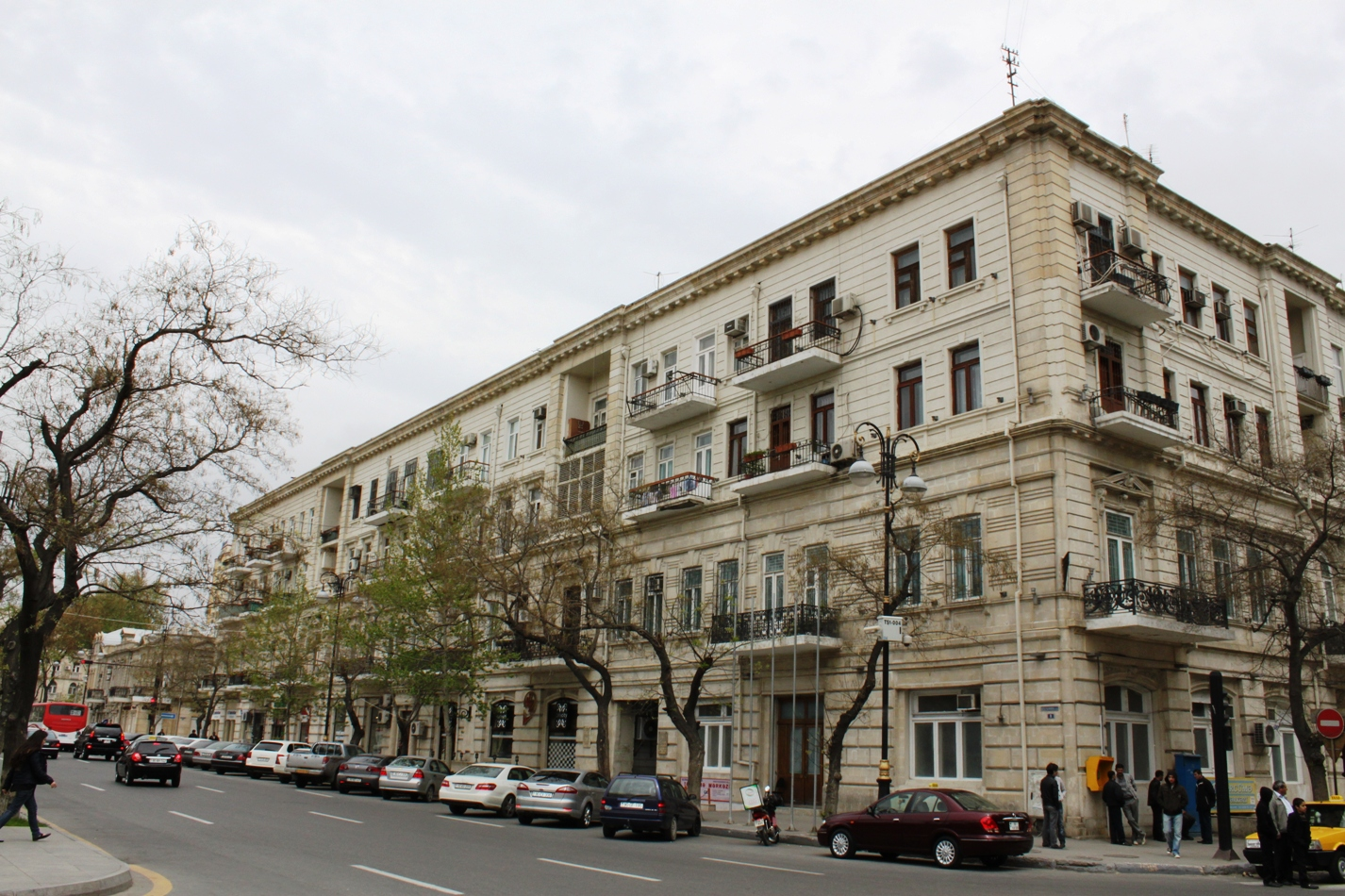
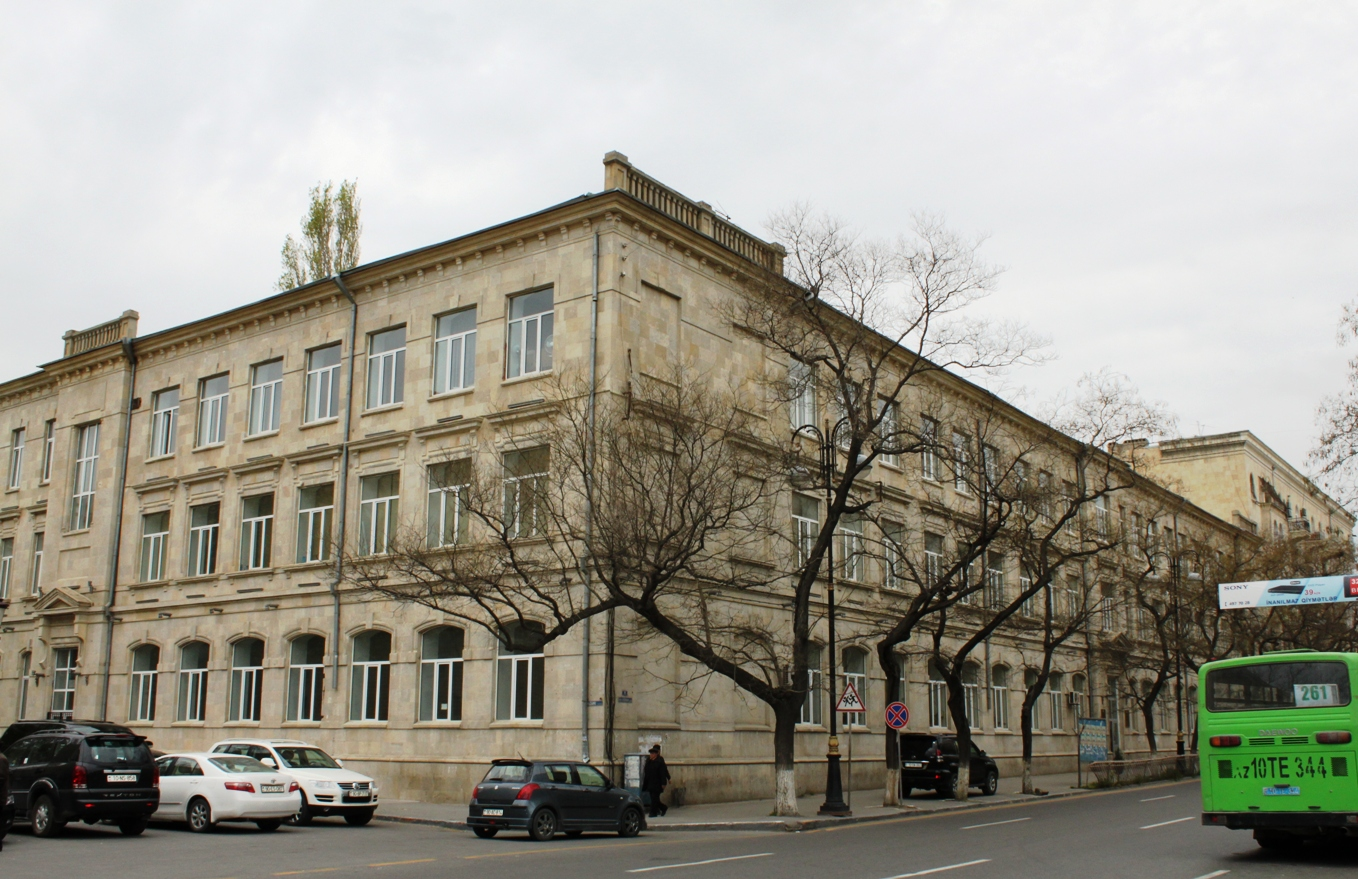
Школа №8
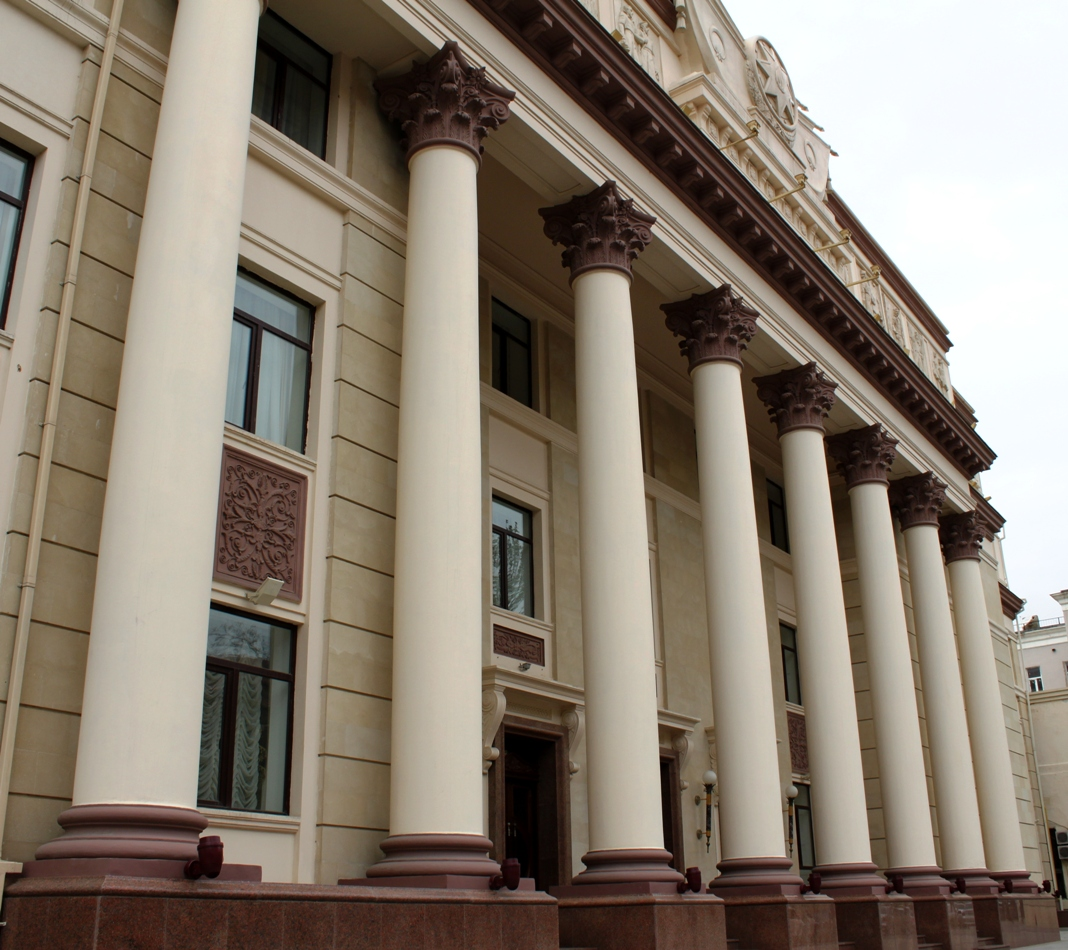
Центр культуры Службы государственной безопасности Азербайджана
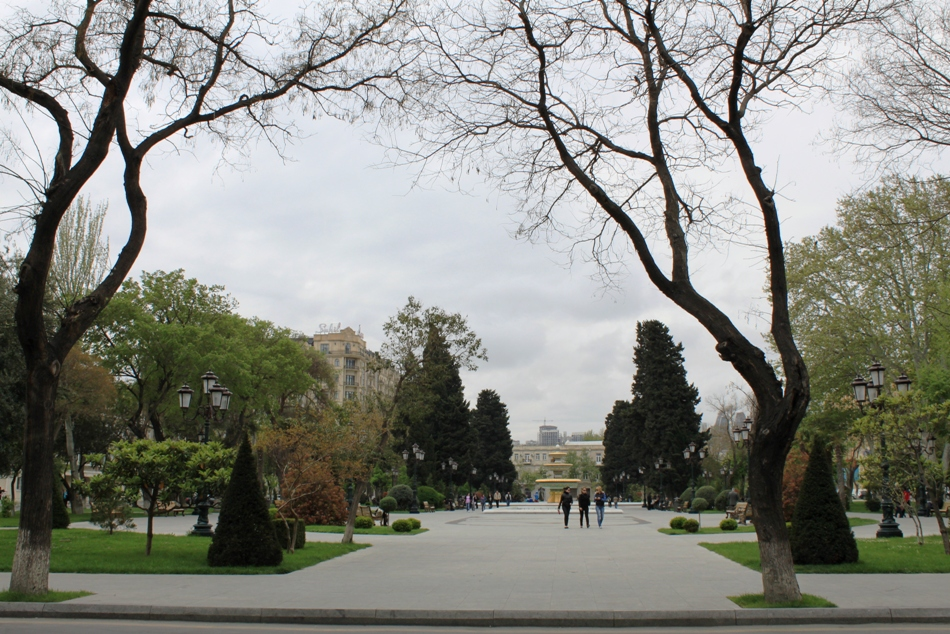